# قائمة حلقات موب سايكو 100
موب سايكو 100 هو مسلسل أنمي ياباني مبني على ويب كومكس من تأليف وان. تم إنتاج الأنمي من استوديو بونز وأخرجه يوزورو تاتشيكاوا. كتب هيروشي سيكو النصوص، وصمم يوشيميتشي كاميدا الشخصيات، وألف كينجي كاواي الموسيقى.

## قائمة الحلقات

### الموسم الأول (2016)
| الرقم | العنوان                                                                                                   | إخراج            | تاريخ العرض الأصلي |
| ----- | --- | ---------------- | ------------------ |
| 1     | المنصِّب نفسه نفسانيّاً: ريغن أراتاكا ~وموب~ (باليابانية: 自称霊能力者・霊幻新隆～とモブ～)                   | يوزورو تاتشيكاوا | 12 يوليو 2016      |
| 2     | شكوك حولَ الفُتُوّة ~ظهور نادي التّخاطُر~ (باليابانية: 青い春の疑問～脳感電波部登場～)                          | تاكيفومي انزاي   | 19 يوليو 2016      |
| 3     | دعوة لاجتماع ~ببسيط العبارة، أريدُ أن أصبح مشهوراً فحسب~ (باليابانية: 集いへの誘い～簡単に言うとモテたい～) | كاتسويا شيغيهارا | 26 يوليو 2016      |
| 4     | حدَث للأغبياء فقط ~كين~ (باليابانية: 馬鹿オンリーイベント～同類～)                                         | تومواكي أوتا     | 2 أغسطس 2016       |
| 5     | أوتشيموشا ~قوى روحانيّة وأنا~ (باليابانية: OCHIMUSHA～超能力と僕～)                                        | كينيتشي فوجيساوا | 9 أغسطس 2016       |
| 6     | تنافُر ~أن تصبح واحداً~ (باليابانية: 不調和～成るために～)                                                  | تاكيفومي انزاي   | 16 أغسطس 2016      |
| 7     | إجلال ~اكتسبتُ الخسارة~ (باليابانية: 昂揚～喪失を手に入れた～)                                             | تاكاشي كواباتا   | 23 أغسطس 2016      |
| 8     | الأخ الأكبر ينحني ~نيّة الدّمار~ (باليابانية: 兄ペコ～破壊意思～)                                           | يوجي أويا        | 30 أغسطس 2016      |
| 9     | مخلب ~القسم 7~ (باليابانية: "爪"～第７支部～)                                                             | يوكو كانيموري    | 6 سبتمبر 2016      |
| 10    | الهالة الشّنيعة ~العقل المدبّر~ (باليابانية: 巨悪のオーラ～黒幕～)                                          | كاتسويا شيغيهارا | 13 سبتمبر 2016     |
| 11    | معلّم ~قائد~ (باليابانية: 師匠 ~Leader~)                                                                   | تاكيفومي انزاي   | 20 سبتمبر 2016     |
| 12    | موب وريغن (باليابانية: モブと霊幻～巨大ツチノコ現るの巻～)                                                | يوزورو تاتشيكاوا | 27 سسبتمبر 2016    |

### الموسم الثاني (2019)
| الرقم | العنوان                                                                 | إخراج                      | تاريخ العرض الأصلي |
| ----- | ----------------------------------------------------------------------- | -------------------------- | ------------------ |
| 1     | مُمزَّقة ~أحدهم يُراقِب~ (باليابانية: ビリビリ ～誰かが見ている～)           | يوجي أويا                  | 7 يناير 2019       |
| 2     | أساطير مدنيّة ~إشاعات لِقاء~ (باليابانية: 都市伝説 〜噂との遭遇〜)        | كاتسويا شيغيهارا           | 14 يناير 2019      |
| 3     | خطر تلو الآخر ~اِنحلال~ (باليابانية: 重ねる危険 ～変質～)                | كينيتشي فوجيساوا           | 21 يناير 2019      |
| 4     | في الدّاخل ~روح شرّيرة~ (باليابانية: 中身 ～悪霊～)                       | شوهي مياكي                 | 28 يناير 2019      |
| 5     | تنافُر ~خيارات~ (باليابانية: 不和 ～選択～)                              | هاكويو جو                  | 4 فبراير 2019      |
| 6     | فقير، وحيد، وايتي (باليابانية: 孤独なホワイティー)                      | تاكاهيرو هاسوي             | 11 فبراير 2019     |
| 7     | مُحاصَر ~الهويّة الحقيقيّة~ (باليابانية: 追い込み ～正体～)                 | جو تودا                    | 18 فبراير 2019     |
| 8     | مع ذلك ~تابع إلى الأمام~ (باليابانية: それでも ～前へ～)                | يوجي أويا                  | 25 فبراير 2019     |
| 9     | أروني ما لديكم ~التّكاتُف معاً~ (باليابانية: 見せてみろ ～集合～)          | هيروشي تاكيوتشي            | 4 مارس 2019        |
| 10    | تصادُم ~نوع القوّة~ (باليابانية: 衝突 ～パワー系～)                       | كاتسويا شيغيهارا           | 11 مارس 2019       |
| 11    | توجيه ~مُستخدِم قوّة الإدراك~ (باليابانية: 指導 ～感知能力者～)            | إتسوكي تسوتشيجامي          | 18 مارس 2019       |
| 12    | معركة إعادة التأهيل الاجتماعيّ ~صداقة~ (باليابانية: 社会復帰戦 ～友情～) | يوزورو تاتشيكاوا           | 25 مارس 2019       |
| 13    | معركة الزعيم ~بصيص الأمل الأخير~ (باليابانية: ボス戦 ～最後の光～)      | يوجي أويا يوزورو تاتشيكاوا | 1 أبريل 2019       |